# Tilloclytus bruneri
Tilloclytus bruneri är en skalbaggsart som beskrevs av Fisher 1932. Tilloclytus bruneri ingår i släktet Tilloclytus och familjen långhorningar.
Artens utbredningsområde är Kuba. Inga underarter finns listade i Catalogue of Life.